# Era japonesa

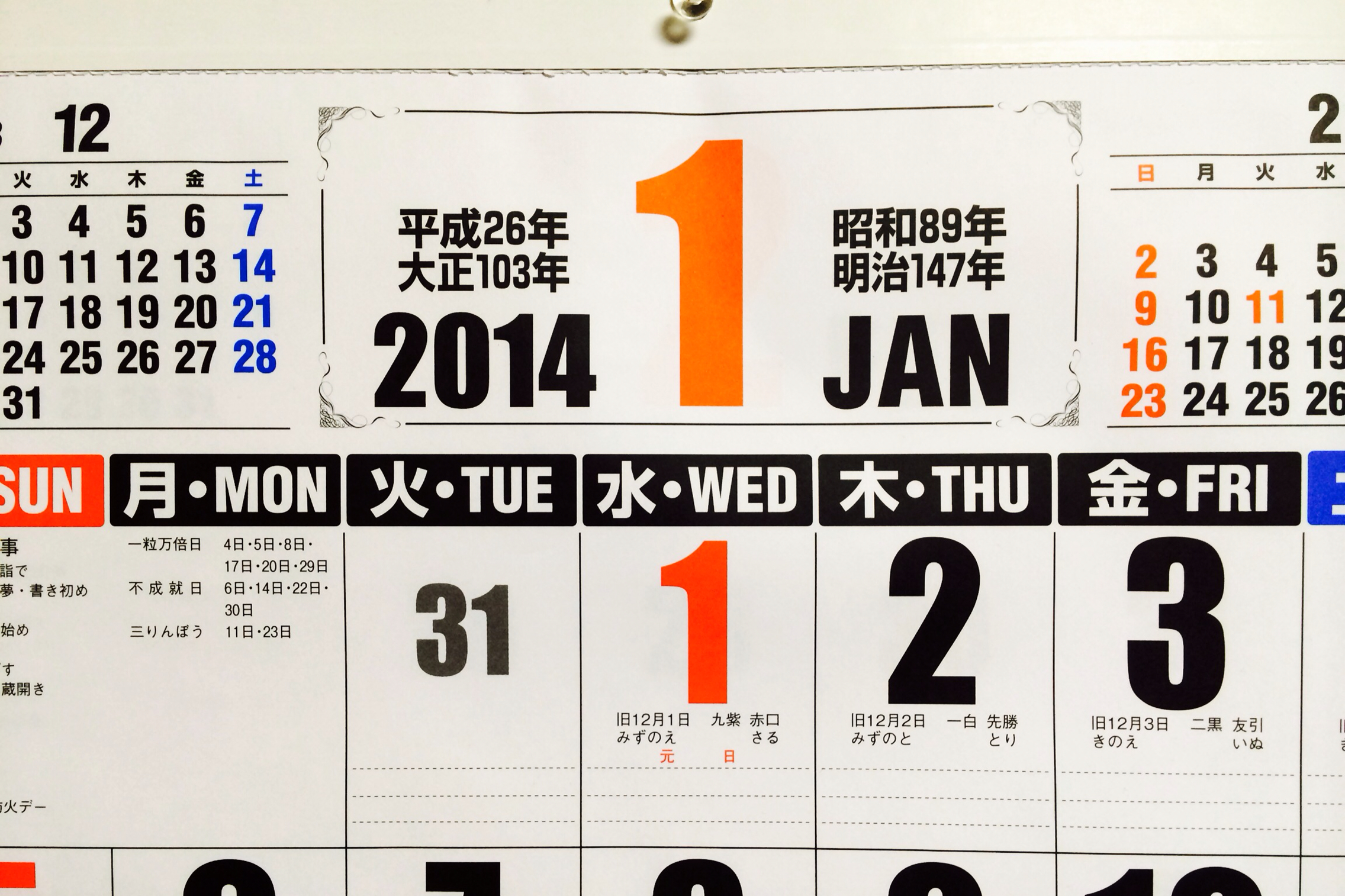
Calendario gregoriano de enero de 2014 (2014年1月) con su equivalencia para las eras Heisei (平成26年), Shōwa (昭和89年), Taishō (大正103年) y Meiji (明治147年).

Las eras de Japón (年号/元号 nengō/gengō?, «nombre del año/de la era») son la forma tradicional de dividir el tiempo en unidades comúnmente entendidas en ese país. Son una característica importante de la historia japonesa y una demostración de su cultura. En Japón el año 2025 es el «año 7 de la era Reiwa» (令和7年).
Generalmente el cambio de era ocurre con la ascensión al trono de un nuevo emperador, como sucedió al inicio de la era Heisei, sin embargo ya hubo cambios por razones como eventos históricos o desastres. Desde 1867, con el ascenso al trono del emperador Meiji, fue adoptado definitivamente el sistema que cambia la era solamente con el cambio de reinado. De esta forma la nueva era se inició en 1868, llamada Meiji. La denominación de las eras con nombres únicos que las identifica había sido iniciada por el emperador Kōtoku quien llamó a la primera era con el nombre de Taika. La tradición no fue mantenida hasta la llegada al trono del emperador Mommu y es la vigente hasta nuestros días. 
El calendario japonés dividido en eras identifica un año por la combinación del nombre japonés de la era (年号, el nengō, literalmente, nombre del año) y el número del año a partir del inicio de la era. Por ejemplo, el año 2006 es Heisei 18 y 2007 es Heisei 19. Como otros sistemas similares en Asia del este, el sistema de eras fue derivado originalmente de la práctica imperial china, aunque es independiente de los calendarios chino y coreano. A diferencia de otros sistemas similares, el nombre japonés de la era sigue siendo utilizado de manera oficial en la datación de documentos, protocolos, cartas, etc. Las oficinas gubernamentales requieren generalmente el nombre de la era y el año para los papeles oficiales. El nombre de la era se expresa a veces con la primera letra del nombre romanizado. Por ejemplo, S55 significa Shōwa 55. Con 64 años, Shōwa es la era más larga hasta la fecha.

## Sistema
El sistema cronológico único de Japón que utiliza el nombre de la era a veces se conoce como el calendario japonés (和暦) para diferenciarlo del calendario occidental, con el que también se usa.
| Nombre de la era (lectura) | Fecha del primer día | Año en curso | Cómputo real               | Nombre del emperador                           |
| --- | --- | ------------ | -------------------------- | ---------------------------------------------- |
| 令和 [Reiwa] | 令和元年五月一日 2019年（令和元年）5月1日 [Reiwa gannen gogatsu tsuitachi] «Primer día del quinto mes del primer año de Reiwa» | 7年 Año 7    | 5 años, 11 meses y 20 días | 徳仁（今上天皇） Naruhito (emperador reinante) |
| Con base a la Ley de Disposiciones Especiales del Código de la Casa Imperial (皇室典範特例法) y la Ley del Nombre de Era (元号法), la abdicación de Akihito (emperador emérito) y el cambio del nombre de era (改元) por el ascenso de Naruhito al trono (emperador reinante). | |              |                            |                                                |

El 1 de mayo de 2019 (Reiwa 1), Naruhito ascendió al trono como el 126.º emperador luego de la abdicación del 125.º emperador Akihito (quien se convirtió en emperador emérito) y según las disposiciones de la Ley de Disposiciones Especiales del Código de la Casa Imperial relativa a la Abdicación, etc., del Emperador (天皇の退位等に関する皇室典範特例法) del 30 de abril de 2019. Después de la sucesión de este trono, el 1 de abril del mismo año se promulgó el «Decreto del Gobierno para enmendar el gengō» (元号を改める政令 (平成三十一年政令第百四十三号)) de acuerdo las disposiciones de la Ley del Nombre de Era (元号法), que entró en vigencia el 1 de mayo con el cambio a Reiwa.

### Condiciones para establecer ungengō
Según el volumen 1 de los Registros Shōwa Dairyō (『昭和大礼記録（第一冊）』), el entonces ministro de la Casa Imperial Ichiki Kitokurō (actualmente, comisionado de la Agencia de la Casa Imperial) ordenó a Yoshida Masuzō, erudito chino y editor del dormitorio de la biblioteca del Ministerio de la Casa Imperial, que seleccionara el nombre de la era o gengō «dentro del alcance de los siguientes cinco incisos».
- El gengō no solo debe ser de Japón, sino que no debe coincidir con los nombres de era chinos, coreanos, Nanzhao, Vietnam, etc., los títulos, apellidos, etc. de sus emperadores, emperatrices y súbditos, así como los nombres de palacios y tierras.
- El gengō debe expresar por sí mismo los grandes ideales del Estado.
- El gengō debe tener sus orígenes en los clásicos, sus caracteres deben ser elegantes y su significado debe ser profundo.
- El gengō debe ser escencialmente armonioso.
- El gengō debe ser fácil de escribir y sencillo para escribir.

Históricamente, no existía la condición de que «no se usara el mismo nombre de era que alguna vez se usó en otros países». Incluso una parábola cita que intencionalmente se adoptó el nombre de era que se usó en otra dinastía. Por ejemplo, Kenmu (建武), establecida por el emperador Go-Daigo, fue un tributo al nombre de era Kenmu del emperador Liu Xiu, quien derrotó a Wang Mang y revivió la dinastía Han. Además, la era Genna (元和) utilizada por orden de Tokugawa Ieyasu ya había sido empleada para el período del Xianzong de Tang. El Meiji moderno (明治) también se usó en el Reino de Dali y Taishō (大正) en la dinastía Mạc.

### Procedimiento de selección delgengō
En octubre de 1979 (Shōwa 54), el primer Gabinete de Masayoshi Ōhira discutió la «selección de la era establecida en la Ley del Nombre de Era» y estableció un procedimiento específico en su informe del 23 de octubre de 1979 (昭和54年10月23日閣議報告).
De acuerdo con esto, el nombre de la era se determina al «idear nombres de candidatos», «organizar nombres de candidatos», «seleccionar propuestas originales» y «determinar un nuevo nombre de era». En primer lugar, la idea de los nombres de los candidatos se confía a unos cuantos expertos seleccionados por el primer ministro y cada candidato presenta de dos a cinco nombres con una explicación de su significado, fuente, etc. El secretario jefe del Gabinete de la Oficina del primer ministro (actualmente, secretario general del Gabinete) examina y organiza los nombres de los candidatos presentados e informa los resultados al primer ministro. En este punto se tomarán en cuenta los siguientes aspectos:
1. Cuenta con un buen significado y es apropiado como ideal para la población.
2. Debe tener dos caracteres kanji (no se permiten dos o más). Sin embargo, desde el Tenpyō 21/primer año de Tenpyō-kanpō (749) hasta el Jingo-keiun 4/primer año de Hōki (770), se usó un nombre de era de cuatro caracteres kanji).
3. Es sencillo de escribir.
4. Es fácil de leer.
5. No se ha utilizado anteriormente como nombre de era o nombre póstumo (no es posible reutilizar nombres de épocas pasadas).
6. No se usa coloquialmente (no se admiten nombres personales, topónimos, nombres de productos, de empresas, etc.).

Los nombres de los candidatos seleccionados se examinarán en una reunión del jefe de la Oficina del primer ministro, el secretario general del Gabinete, el comisionado de la Oficina de Legislación del Gabinete, entre otros, y se seleccionarán varias propuestas para el borrador original de la nueva era. Se discutirá el borrador del nombre de la nueva era en reunión ministerial. El primer ministro se pondrá en contacto con el presidente y los vicepresidentes de la Cámara de Representantes y de la Cámara de Consejeros sobre el proyecto del nombre de la nueva era y escuchará sus opiniones. El último paso es una reunión del Gabinete que publicará una ordenanza para modificar la era en curso.

### Número de caracteres delgengō
Tradicionalmente, las eras japonesas tienen «dos caracteres», pero la cantidad que se pueden usar en una era no está claramente definida. Solo existen cinco excepciones (cuatro caracteres) en los períodos históricos de aproximadamente un cuarto de siglo del emperador Shōmu y la emperatriz Kōken: Tenpyō-kanpō (天平感宝), Tenpyō-shōhō (天平勝宝), Tenpyō-hōji (天平宝字), Tenpyō-jingo (天平神護) y Jingo-keiun (神護景雲).

## Conversión entre el calendario gregoriano y las eras japonesas
Para convertir un año japonés a un año occidental, se debe encontrar el primer año del nengō (el nombre de la era, según la lista). Luego se le resta 1, y se agrega el número del año japonés. Por ejemplo, el 23er. año de la era Shōwa (Shōwa 23) sería 1948:
Ejemplo: 1926 – 1 = 1925 …, y entonces 1925 + 23 = 1948 … o Shōwa 23.

## Lista de eras japonesas
| Tabla de conversión: calendario gregoriano/nengō | Tabla de conversión: calendario gregoriano/nengō                                      | Tabla de conversión: calendario gregoriano/nengō | Tabla de conversión: calendario gregoriano/nengō                                            |  |
| Año                                              | Kanji                                                                                 | Romanización                                     | Notas                                                                                       |  |
| Período Asuka (538-710)                          | Período Asuka (538-710)                                                               | Período Asuka (538-710)                          | Período Asuka (538-710)                                                                     |  |
| ------------------------------------------------ | ------------------------------------------------------------------------------------- | ------------------------------------------------ | ------------------------------------------------------------------------------------------- |  |
| 645                                              | 大化                                                                                  | Taika                                            | Emperador Kōtoku, 645-654.                                                                  |  |
| 650                                              | 白雉                                                                                  | Hakuchi                                          |                                                                                             |  |
| 654                                              | El nombramiento de las eras fue descontinuado temporalmente entre 654-686             |                                                  |                                                                                             |  |
| 686                                              | 朱鳥                                                                                  | Shuchō                                           | también Suchō, Akamitori o Akamidori; Emperador Tenmu, 672-686.                             |  |
| 686                                              | El nombramiento de las eras fue descontinuado temporalmente entre 686-701             |                                                  |                                                                                             |  |
| 701                                              | 大宝                                                                                  | Taihō                                            | también Daihō; Emperador Monmu, 697-707.                                                    |  |
| 704                                              | 慶雲                                                                                  | Keiun                                            | también Kyōun; Emperatriz Genmei, 707-715.                                                  |  |
| 708                                              | 和銅                                                                                  | Wadō                                             |                                                                                             |  |
| Período Nara (710-794)                           |                                                                                       |                                                  |                                                                                             |  |
| 715                                              | 霊亀                                                                                  | Reiki                                            | Emperatriz Genshō, 715-724.                                                                 |  |
| 717                                              | 養老                                                                                  | Yōrō                                             |                                                                                             |  |
| 724                                              | 神亀                                                                                  | Jinki                                            | también Shinki; Emperador Shōmu, 724-749.                                                   |  |
| 729                                              | 天平                                                                                  | Tenpyō                                           | también Tenbyō or Tenhei                                                                    |  |
| 749                                              | 天平感宝                                                                              | Tenpyō-kanpō                                     | también Tenbyō-kanpō                                                                        |  |
| 749                                              | 天平勝宝                                                                              | Tenpyō-shōhō                                     | también Tenbyō-shōbō o Tenpei-shōhō; Emperatriz Kōken, 749-758.                             |  |
| 757                                              | 天平宝字                                                                              | Tenpyō-hōji                                      | también Tenbyō-hōji or Tenpei-hōji; Emperador Junnin, 758-764; Emperatriz Shōtoku, 764-770. |  |
| 765                                              | 天平神護                                                                              | Tenpyō-jingo                                     | también Tenbyō-jingo or Tenhei-jingo                                                        |  |
| 767                                              | 神護景雲                                                                              | Jingo-keiun                                      |                                                                                             |  |
| 770                                              | 宝亀                                                                                  | Hōki                                             | Emperador Kōnin, 770-781.                                                                   |  |
| 781                                              | 天応                                                                                  | Ten'ō                                            | Emperador Kammu, 781-806.                                                                   |  |
| 782                                              | 延暦                                                                                  | Enryaku                                          |                                                                                             |  |
| Período Heian (794-1192)                         |                                                                                       |                                                  |                                                                                             |  |
| 806                                              | 大同                                                                                  | Daidō                                            | Emperador Heizei, 806-809; Emperador Saga, 809-823.                                         |  |
| 810                                              | 弘仁                                                                                  | Kōnin                                            | Emperador Junna, 823-833.                                                                   |  |
| 824                                              | 天長                                                                                  | Tenchō                                           | Emperador Ninmyō, 833-850.                                                                  |  |
| 834                                              | 承和                                                                                  | Jōwa                                             | también Shōwa or Sōwa                                                                       |  |
| 848                                              | 嘉祥                                                                                  | Kashō                                            | también Kajō; Emperador Montoku, 850-858.                                                   |  |
| 851                                              | 仁寿                                                                                  | Ninju                                            |                                                                                             |  |
| 854                                              | 斉衡                                                                                  | Saikō                                            |                                                                                             |  |
| 857                                              | 天安                                                                                  | Ten'an                                           | también Tennan; Emperador Seiwa, 858-876.                                                   |  |
| 859                                              | 貞観                                                                                  | Jōgan                                            | Emperador Yōzei, 876-884.                                                                   |  |
| 877                                              | 元慶                                                                                  | Gangyō                                           | también Gankyō o Genkei; Emperador Kōkō, 884-887.                                           |  |
| 885                                              | 仁和                                                                                  | Ninna                                            | también Ninwa; Emperador Uda, 887-897.                                                      |  |
| 889                                              | 寛平                                                                                  | Kanpyō                                           | también Kanpei o Kanbyō o Kanbei o Kanhei; Emperador Daigo, 887-930.                        |  |
| 898                                              | 昌泰                                                                                  | Shōtai                                           |                                                                                             |  |
| 901                                              | 延喜                                                                                  | Engi                                             |                                                                                             |  |
| 923                                              | 延長                                                                                  | Enchō                                            | Emperador Suzaku, 930-946.                                                                  |  |
| 931                                              | 承平                                                                                  | Jōhei                                            | también Shōhei                                                                              |  |
| 938                                              | 天慶                                                                                  | Tengyō                                           | también Tenkei o Tenkyō; Emperador Murakami, 946-967.                                       |  |
| 947                                              | 天暦                                                                                  | Tenryaku                                         | también Tenreki                                                                             |  |
| 957                                              | 天徳                                                                                  | Tentoku                                          |                                                                                             |  |
| 961                                              | 応和                                                                                  | Ōwa                                              |                                                                                             |  |
| 964                                              | 康保                                                                                  | Kōhō                                             | Emperador Reizei, 967-969.                                                                  |  |
| 968                                              | 安和                                                                                  | Anna                                             | también Anwa; Emperador En'yū, 969-984.                                                     |  |
| 970                                              | 天禄                                                                                  | Tenroku                                          |                                                                                             |  |
| 973                                              | 天延                                                                                  | Ten'en                                           |                                                                                             |  |
| 976                                              | 貞元                                                                                  | Jōgen                                            | también Teigen                                                                              |  |
| 978                                              | 天元                                                                                  | Tengen                                           |                                                                                             |  |
| 983                                              | 永観                                                                                  | Eikan                                            | también Yōkan; Emperador Kazan, 984-986.                                                    |  |
| 985                                              | 寛和                                                                                  | Kanna                                            | también Kanwa; Emperador Ichijō, 986-1011.                                                  |  |
| 987                                              | 永延                                                                                  | Eien                                             | también Yōen                                                                                |  |
| 988                                              | 永祚                                                                                  | Eiso                                             | también Yōso                                                                                |  |
| 990                                              | 正暦                                                                                  | Shōryaku                                         | también Jōryaku o Shōreki                                                                   |  |
| 995                                              | 長徳                                                                                  | Chōtoku                                          |                                                                                             |  |
| 999                                              | 長保                                                                                  | Chōhō                                            |                                                                                             |  |
| 1004                                             | 寛弘                                                                                  | Kankō                                            | Emperador Sanjō, 1011-1016.                                                                 |  |
| 1012                                             | 長和                                                                                  | Chōwa                                            | Emperador Go-Ichijō, 1016-1036.                                                             |  |
| 1017                                             | 寛仁                                                                                  | Kannin                                           |                                                                                             |  |
| 1021                                             | 治安                                                                                  | Jian                                             | también Chian                                                                               |  |
| 1024                                             | 万寿                                                                                  | Manju                                            |                                                                                             |  |
| 1028                                             | 長元                                                                                  | Chōgen                                           | Emperador Go-Suzaku, 1036-1045.                                                             |  |
| 1037                                             | 長暦                                                                                  | Chōryaku                                         | también Chōreki                                                                             |  |
| 1040                                             | 長久                                                                                  | Chōkyū                                           |                                                                                             |  |
| 1044                                             | 寛徳                                                                                  | Kantoku                                          | Emperador Go-Reizei, 1045-1068.                                                             |  |
| 1046                                             | 永承                                                                                  | Eishō                                            | también Eijō o Yōjō                                                                         |  |
| 1053                                             | 天喜                                                                                  | Tengi                                            | también Tenki                                                                               |  |
| 1058                                             | 康平                                                                                  | Kōhei                                            |                                                                                             |  |
| 1065                                             | 治暦                                                                                  | Jiryaku                                          | también Chiryaku                                                                            |  |
| 1069                                             | 延久                                                                                  | Enkyū                                            | Emperador Go-Sanjō, 1068-1073.                                                              |  |
| 1074                                             | 承保                                                                                  | Jōhō                                             | también Shōhō o Shōho; Emperador Shirakawa, 1073-1086.                                      |  |
| 1077                                             | 承暦                                                                                  | Jōryaku                                          | también Shōryaku o Shōreki                                                                  |  |
| 1081                                             | 永保                                                                                  | Eihō                                             | también Yōhō                                                                                |  |
| 1084                                             | 応徳                                                                                  | Ōtoku                                            |                                                                                             |  |
| 1087                                             | 寛治                                                                                  | Kanji                                            | Emperador Horikawa, 1087-1107.                                                              |  |
| 1094                                             | 嘉保                                                                                  | Kahō                                             |                                                                                             |  |
| 1096                                             | 永長                                                                                  | Eichō                                            | también Yōchō                                                                               |  |
| 1097                                             | 承徳                                                                                  | Jōtoku                                           | también Shōtoku                                                                             |  |
| 1099                                             | 康和                                                                                  | Kōwa                                             |                                                                                             |  |
| 1104                                             | 長治                                                                                  | Chōji                                            |                                                                                             |  |
| 1106                                             | 嘉承                                                                                  | Kajō                                             | también Kashō o Kasō; Emperador Toba, 1107-1123.                                            |  |
| 1108                                             | 天仁                                                                                  | Tennin                                           |                                                                                             |  |
| 1110                                             | 天永                                                                                  | Ten'ei                                           | también Ten'yō                                                                              |  |
| 1113                                             | 永久                                                                                  | Eikyū                                            | también Yōkyū                                                                               |  |
| 1118                                             | 元永                                                                                  | Gen'ei                                           |                                                                                             |  |
| 1120                                             | 保安                                                                                  | Hōan                                             | Emperador Sutoku, 1123-1142.                                                                |  |
| 1124                                             | 天治                                                                                  | Tenji                                            | también Tenchi                                                                              |  |
| 1126                                             | 大治                                                                                  | Daiji                                            | también Taiji                                                                               |  |
| 1131                                             | 天承                                                                                  | Tenshō                                           | también Tenjō                                                                               |  |
| 1132                                             | 長承                                                                                  | Chōshō                                           | también Chōjō                                                                               |  |
| 1135                                             | 保延                                                                                  | Hōen                                             |                                                                                             |  |
| 1141                                             | 永治                                                                                  | Eiji                                             |                                                                                             |  |
| 1142                                             | 康治                                                                                  | Kōji                                             | Emperador Konoe, 1142-1155.                                                                 |  |
| 1144                                             | 天養                                                                                  | Ten'yō                                           | también Tennyō                                                                              |  |
| 1145                                             | 久安                                                                                  | Kyūan                                            |                                                                                             |  |
| 1151                                             | 仁平                                                                                  | Ninpei                                           | también Ninpyō o Ninbyō o Ninhyō o Ninhei                                                   |  |
| 1154                                             | 久寿                                                                                  | Kyūju                                            | Emperador Go-Shirakawa, 1155-1158.                                                          |  |
| 1156                                             | 保元                                                                                  | Hōgen                                            | también Hogen; Emperador Nijō, 1158-1165.                                                   |  |
| 1159                                             | 平治                                                                                  | Heiji                                            | también Byōji                                                                               |  |
| 1160                                             | 永暦                                                                                  | Eiryaku                                          | también Yōryaku                                                                             |  |
| 1161                                             | 応保                                                                                  | Ōhō                                              |                                                                                             |  |
| 1163                                             | 長寛                                                                                  | Chōkan                                           | también Chōgan                                                                              |  |
| 1165                                             | 永万                                                                                  | Eiman                                            | también Yōman; Emperador Rokujō, 1165-1168.                                                 |  |
| 1166                                             | 仁安                                                                                  | Nin'an                                           | también Ninnan; Emperador Takakura, 1168-1180.                                              |  |
| 1169                                             | 嘉応                                                                                  | Kaō                                              |                                                                                             |  |
| 1171                                             | 承安                                                                                  | Jōan                                             | también Shōan                                                                               |  |
| 1175                                             | 安元                                                                                  | Angen                                            |                                                                                             |  |
| 1177                                             | 治承                                                                                  | Jishō                                            | también Jijō o Chishō; Emperador Antoku, 1180-1185.                                         |  |
| 1181                                             | 養和                                                                                  | Yōwa                                             |                                                                                             |  |
| 1182                                             | 寿永                                                                                  | Juei                                             | Emperador Go-Toba, 1183-1198.                                                               |  |
| 1184                                             | 元暦                                                                                  | Genryaku                                         |                                                                                             |  |
| 1185                                             | 文治                                                                                  | Bunji                                            | también Monchi                                                                              |  |
| 1190                                             | 建久                                                                                  | Kenkyū                                           | Emperador Tsuchimikado, 1198-1210.                                                          |  |
| Período Kamakura (1192-1333)                     |                                                                                       |                                                  |                                                                                             |  |
| 1199                                             | 正治                                                                                  | Shōji                                            |                                                                                             |  |
| 1201                                             | 建仁                                                                                  | Kennin                                           |                                                                                             |  |
| 1204                                             | 元久                                                                                  | Genkyū                                           |                                                                                             |  |
| 1206                                             | 建永                                                                                  | Ken'ei                                           | también Ken'yō                                                                              |  |
| 1207                                             | 承元                                                                                  | Jōgen                                            | también Shōgen; Emperador Juntoku, 1210-1221.                                               |  |
| 1211                                             | 建暦                                                                                  | Kenryaku                                         |                                                                                             |  |
| 1213                                             | 建保                                                                                  | Kenpō                                            | también Kenhō                                                                               |  |
| 1219                                             | 承久                                                                                  | Jōkyū                                            | también Shōkyū; Emperador Chūkyō, 1221;. Emperador Go-Horikawa, 1221-1232.                  |  |
| 1222                                             | 貞応                                                                                  | Jōō                                              | también Teiō                                                                                |  |
| 1224                                             | 元仁                                                                                  | Gennin                                           |                                                                                             |  |
| 1225                                             | 嘉禄                                                                                  | Karoku                                           |                                                                                             |  |
| 1227                                             | 安貞                                                                                  | Antei                                            | también Anjō                                                                                |  |
| 1229                                             | 寛喜                                                                                  | Kangi                                            | también Kanki                                                                               |  |
| 1232                                             | 貞永                                                                                  | Jōei                                             | también Teiei; Emperador Shijō, 1232-1242.                                                  |  |
| 1233                                             | 天福                                                                                  | Tenpuku                                          | también Tenfuku                                                                             |  |
| 1234                                             | 文暦                                                                                  | Bunryaku                                         | también Monryaku or Monreki                                                                 |  |
| 1235                                             | 嘉禎                                                                                  | Katei                                            |                                                                                             |  |
| 1238                                             | 暦仁                                                                                  | Ryakunin                                         | también Rekinin                                                                             |  |
| 1239                                             | 延応                                                                                  | En'ō                                             | también Ennō                                                                                |  |
| 1240                                             | 仁治                                                                                  | Ninji                                            | también Ninchi; Emperador Go-Saga, 1242-1246.                                               |  |
| 1243                                             | 寛元                                                                                  | Kangen                                           | Emperador Go-Fukakusa, 1246-1260.                                                           |  |
| 1247                                             | 宝治                                                                                  | Hōji                                             |                                                                                             |  |
| 1249                                             | 建長                                                                                  | Kenchō                                           |                                                                                             |  |
| 1256                                             | 康元                                                                                  | Kōgen                                            | Emperador Kameyama, 1260-1274.                                                              |  |
| 1257                                             | 正嘉                                                                                  | Shōka                                            |                                                                                             |  |
| 1259                                             | 正元                                                                                  | Shōgen                                           |                                                                                             |  |
| 1260                                             | 文応                                                                                  | Bun'ō                                            | también Bunnō                                                                               |  |
| 1261                                             | 弘長                                                                                  | Kōchō                                            |                                                                                             |  |
| 1264                                             | 文永                                                                                  | Bun'ei                                           | Emperador Go-Uda, 1274-1287.                                                                |  |
| 1275                                             | 建治                                                                                  | Kenji                                            |                                                                                             |  |
| 1278                                             | 弘安                                                                                  | Kōan                                             | Emperador Fushimi, 1287-1298.                                                               |  |
| 1288                                             | 正応                                                                                  | Shōō                                             |                                                                                             |  |
| 1293                                             | 永仁                                                                                  | Einin                                            | Emperador Go-Fushimi, 1298-1301.                                                            |  |
| 1299                                             | 正安                                                                                  | Shōan                                            | Emperador Go-Nijō, 1301-1308.                                                               |  |
| 1302                                             | 乾元                                                                                  | Kengen                                           |                                                                                             |  |
| 1303                                             | 嘉元                                                                                  | Kagen                                            |                                                                                             |  |
| 1306                                             | 徳治                                                                                  | Tokuji                                           |                                                                                             |  |
| 1308                                             | 延慶                                                                                  | Enkyō                                            | también Engyō o Enkei; Emperador Hanazono, 1308-1318.                                       |  |
| 1311                                             | 応長                                                                                  | Ōchō                                             |                                                                                             |  |
| 1312                                             | 正和                                                                                  | Shōwa                                            |                                                                                             |  |
| 1317                                             | 文保                                                                                  | Bunpō                                            | también Bunhō; Emperador Go-Daigo, 1318-1339.                                               |  |
| 1319                                             | 元応                                                                                  | Gen'ō                                            | también Gennō                                                                               |  |
| 1321                                             | 元亨                                                                                  | Genkō                                            |                                                                                             |  |
| 1324                                             | 正中                                                                                  | Shōchū                                           |                                                                                             |  |
| 1326                                             | 嘉暦                                                                                  | Karyaku                                          |                                                                                             |  |
| 1329                                             | 元徳                                                                                  | Gentoku                                          |                                                                                             |  |
| 1331                                             | 元弘                                                                                  | Genkō                                            |                                                                                             |  |
| 1334                                             | 建武                                                                                  | Kenmu                                            | también Kenbu                                                                               |  |
| Período Nanbokuchō (1334-1392)                   |                                                                                       |                                                  |                                                                                             |  |
| *Nanboku-chō Corte del Sur                       |                                                                                       |                                                  |                                                                                             |  |
| 1336                                             | 延元                                                                                  | Engen                                            |                                                                                             |  |
| 1340                                             | 興国                                                                                  | Kōkoku                                           |                                                                                             |  |
| 1346                                             | 正平                                                                                  | Shōhei                                           |                                                                                             |  |
| 1370                                             | 建徳                                                                                  | Kentoku                                          |                                                                                             |  |
| 1372                                             | 文中                                                                                  | Bunchū                                           |                                                                                             |  |
| 1375                                             | 天授                                                                                  | Tenju                                            |                                                                                             |  |
| 1381                                             | 弘和                                                                                  | Kōwa                                             |                                                                                             |  |
| 1384                                             | 元中                                                                                  | Genchū                                           | Genchū 9 se convierte en Meitoku 3 después de la reunificación Nanboku-chō                  |  |
| *Nanboku-chō Corte del Norte                     |                                                                                       |                                                  |                                                                                             |  |
| 1332                                             | 正慶                                                                                  | Shōkei                                           | también Shōkyō                                                                              |  |
| 1333                                             | No existió Corte del Norte entre 1333 y 1336; no aplica nombre de era de 1333 a 1338. |                                                  |                                                                                             |  |
| 1338                                             | 暦応                                                                                  | Ryakuō                                           | también Rekiō                                                                               |  |
| 1342                                             | 康永                                                                                  | Kōei                                             |                                                                                             |  |
| 1345                                             | 貞和                                                                                  | Jōwa                                             | también Teiwa                                                                               |  |
| 1350                                             | 観応                                                                                  | Kannō                                            | también Kan'ō                                                                               |  |
| 1352                                             | 文和                                                                                  | Bunna                                            | también Bunwa                                                                               |  |
| 1356                                             | 延文                                                                                  | Enbun                                            |                                                                                             |  |
| 1361                                             | 康安                                                                                  | Kōan                                             |                                                                                             |  |
| 1362                                             | 貞治                                                                                  | Jōji                                             | también Teiji                                                                               |  |
| 1368                                             | 応安                                                                                  | Ōan                                              |                                                                                             |  |
| 1375                                             | 永和                                                                                  | Eiwa                                             |                                                                                             |  |
| 1379                                             | 康暦                                                                                  | Kōryaku                                          |                                                                                             |  |
| 1381                                             | 永徳                                                                                  | Eitoku                                           |                                                                                             |  |
| 1384                                             | 至徳                                                                                  | Shitoku                                          |                                                                                             |  |
| 1387                                             | 嘉慶                                                                                  | Kakei                                            | también Kakyō                                                                               |  |
| 1389                                             | 康応                                                                                  | Kōō                                              |                                                                                             |  |
| 1390                                             | 明徳                                                                                  | Meitoku                                          | Meitoku 3 reemplaza Genchū 9 después de la reunificación Nanboku-chō                        |  |
| Período Muromachi (1392-1573)                    |                                                                                       |                                                  |                                                                                             |  |
| 1394                                             | 応永                                                                                  | Ōei                                              | Emperador Shōkō, 1412-1428.                                                                 |  |
| 1428                                             | 正長                                                                                  | Shōchō                                           | Emperador Go-Hanazono, 1428-1464.                                                           |  |
| 1429                                             | 永享                                                                                  | Eikyō                                            | también Eikō                                                                                |  |
| 1441                                             | 嘉吉                                                                                  | Kakitsu                                          | también Kakichi                                                                             |  |
| 1444                                             | 文安                                                                                  | Bun'an                                           | también Bunnan                                                                              |  |
| 1449                                             | 宝徳                                                                                  | Hōtoku                                           |                                                                                             |  |
| 1452                                             | 享徳                                                                                  | Kyōtoku                                          |                                                                                             |  |
| 1455                                             | 康正                                                                                  | Kōshō                                            |                                                                                             |  |
| 1457                                             | 長禄                                                                                  | Chōroku                                          |                                                                                             |  |
| 1460                                             | 寛正                                                                                  | Kanshō                                           | Emperador Go-Tsuchimikado, 1464-1500.                                                       |  |
| 1466                                             | 文正                                                                                  | Bunshō                                           | también Monshō                                                                              |  |
| 1467                                             | 応仁                                                                                  | Ōnin                                             |                                                                                             |  |
| 1469                                             | 文明                                                                                  | Bunmei                                           |                                                                                             |  |
| 1487                                             | 長享                                                                                  | Chōkyō                                           |                                                                                             |  |
| 1489                                             | 延徳                                                                                  | Entoku                                           |                                                                                             |  |
| 1492                                             | 明応                                                                                  | Meiō                                             | Emperador Go-Kashiwabara, 1500-1526.                                                        |  |
| 1501                                             | 文亀                                                                                  | Bunki                                            |                                                                                             |  |
| 1504                                             | 永正                                                                                  | Eishō                                            |                                                                                             |  |
| 1521                                             | 大永                                                                                  | Daiei                                            | Emperador Go-Nara, 1526-1557.                                                               |  |
| 1528                                             | 享禄                                                                                  | Kyōroku                                          |                                                                                             |  |
| 1532                                             | 天文                                                                                  | Tenbun                                           | también Tenmon                                                                              |  |
| 1555                                             | 弘治                                                                                  | Kōji                                             | Emperador Ōgimachi, 1557-1586.                                                              |  |
| 1558                                             | 永禄                                                                                  | Eiroku                                           |                                                                                             |  |
| 1570                                             | 元亀                                                                                  | Genki                                            |                                                                                             |  |
| 1573                                             | 天正                                                                                  | Tenshō                                           | Emperador Go-Yōzei, 1586-1611.                                                              |  |
| 1592                                             | 文禄                                                                                  | Bunroku                                          |                                                                                             |  |
| 1596                                             | 慶長                                                                                  | Keichō                                           | también Kyōchō; Emperador Go-Mizunoo, 1611-1629.                                            |  |
| Período Edo (1603-1867)                          |                                                                                       |                                                  |                                                                                             |  |
| 1615                                             | 元和                                                                                  | Genna                                            | también Genwa                                                                               |  |
| 1624                                             | 寛永                                                                                  | Kan'ei                                           | Emperatriz Meishō, 1629-1643; Emperador Go-Kōmyō, 1643-1654.                                |  |
| 1644                                             | 正保                                                                                  | Shōhō                                            |                                                                                             |  |
| 1648                                             | 慶安                                                                                  | Keian                                            | también Kyōan                                                                               |  |
| 1652                                             | 承応                                                                                  | Jōō                                              | también Shōō; Emperador Go-Sai, 1655-1663.                                                  |  |
| 1655                                             | 明暦                                                                                  | Meireki                                          | también Myōryaku or Meiryaku                                                                |  |
| 1658                                             | 万治                                                                                  | Manji                                            |                                                                                             |  |
| 1661                                             | 寛文                                                                                  | Kanbun                                           | Emperador Reigen, 1663-1687.                                                                |  |
| 1673                                             | 延宝                                                                                  | Enpō                                             | también Enhō                                                                                |  |
| 1681                                             | 天和                                                                                  | Tenna                                            | también Tenwa                                                                               |  |
| 1684                                             | 貞享                                                                                  | Jōkyō                                            | Emperador Higashiyama, 1687-1709.                                                           |  |
| 1688                                             | 元禄                                                                                  | Genroku                                          |                                                                                             |  |
| 1704                                             | 宝永                                                                                  | Hōei                                             | Emperador Nakamikado, 1709-1735.                                                            |  |
| 1711                                             | 正徳                                                                                  | Shōtoku                                          |                                                                                             |  |
| 1716                                             | 享保                                                                                  | Kyōhō                                            | Emperador Sakuramachi, 1735-1747.                                                           |  |
| 1736                                             | 元文                                                                                  | Genbun                                           |                                                                                             |  |
| 1741                                             | 寛保                                                                                  | Kanpō                                            | también Kanhō                                                                               |  |
| 1744                                             | 延享                                                                                  | Enkyō                                            | Emperador Momozono, 1747-1762.                                                              |  |
| 1748                                             | 寛延                                                                                  | Kan'en                                           |                                                                                             |  |
| 1751                                             | 宝暦                                                                                  | Hōreki                                           | también Hōryaku; Emperatriz Go-Sakuramachi, 1762-1771.                                      |  |
| 1764                                             | 明和                                                                                  | Meiwa                                            | Emperador Go-Momozono, 1771-1779.                                                           |  |
| 1772                                             | 安永                                                                                  | An'ei                                            | Emperador Kōkaku, 1780-1817.                                                                |  |
| 1781                                             | 天明                                                                                  | Tenmei                                           |                                                                                             |  |
| 1789                                             | 寛政                                                                                  | Kansei                                           |                                                                                             |  |
| 1801                                             | 享和                                                                                  | Kyōwa                                            |                                                                                             |  |
| 1804                                             | 文化                                                                                  | Bunka                                            | Emperador Ninkō, 1817-1846.                                                                 |  |
| 1818                                             | 文政                                                                                  | Bunsei                                           |                                                                                             |  |
| 1830                                             | 天保                                                                                  | Tenpō                                            | también Tenhō                                                                               |  |
| 1844                                             | 弘化                                                                                  | Kōka                                             | Emperador Kōmei, 1846-1867.                                                                 |  |
| 1848                                             | 嘉永                                                                                  | Kaei                                             |                                                                                             |  |
| 1854                                             | 安政                                                                                  | Ansei                                            |                                                                                             |  |
| 1860                                             | 万延                                                                                  | Man'en                                           |                                                                                             |  |
| 1861                                             | 文久                                                                                  | Bunkyū                                           |                                                                                             |  |
| 1864                                             | 元治                                                                                  | Genji                                            |                                                                                             |  |
| 1865                                             | 慶応                                                                                  | Keiō                                             |                                                                                             |  |
| Japón moderno (1868-presente)                    |                                                                                       |                                                  |                                                                                             |  |
| 1868                                             | 明治                                                                                  | Meiji                                            | Emperador Mutsuhito, 1868-1912.                                                             |  |
| 1912                                             | 大正                                                                                  | Taishō                                           | Emperador Yoshihito, 1912-1926.                                                             |  |
| 1926                                             | 昭和                                                                                  | Shōwa                                            | Emperador Hirohito, 1926-1989.                                                              |  |
| 1989                                             | 平成                                                                                  | Heisei                                           | Emperador Akihito, 1989-2019                                                                |  |
| 2019                                             | 令和                                                                                  | Reiwa                                            | Emperador Naruhito, 2019-act.                                                               |  |